# Placówka Straży Celnej „Mikołeska”

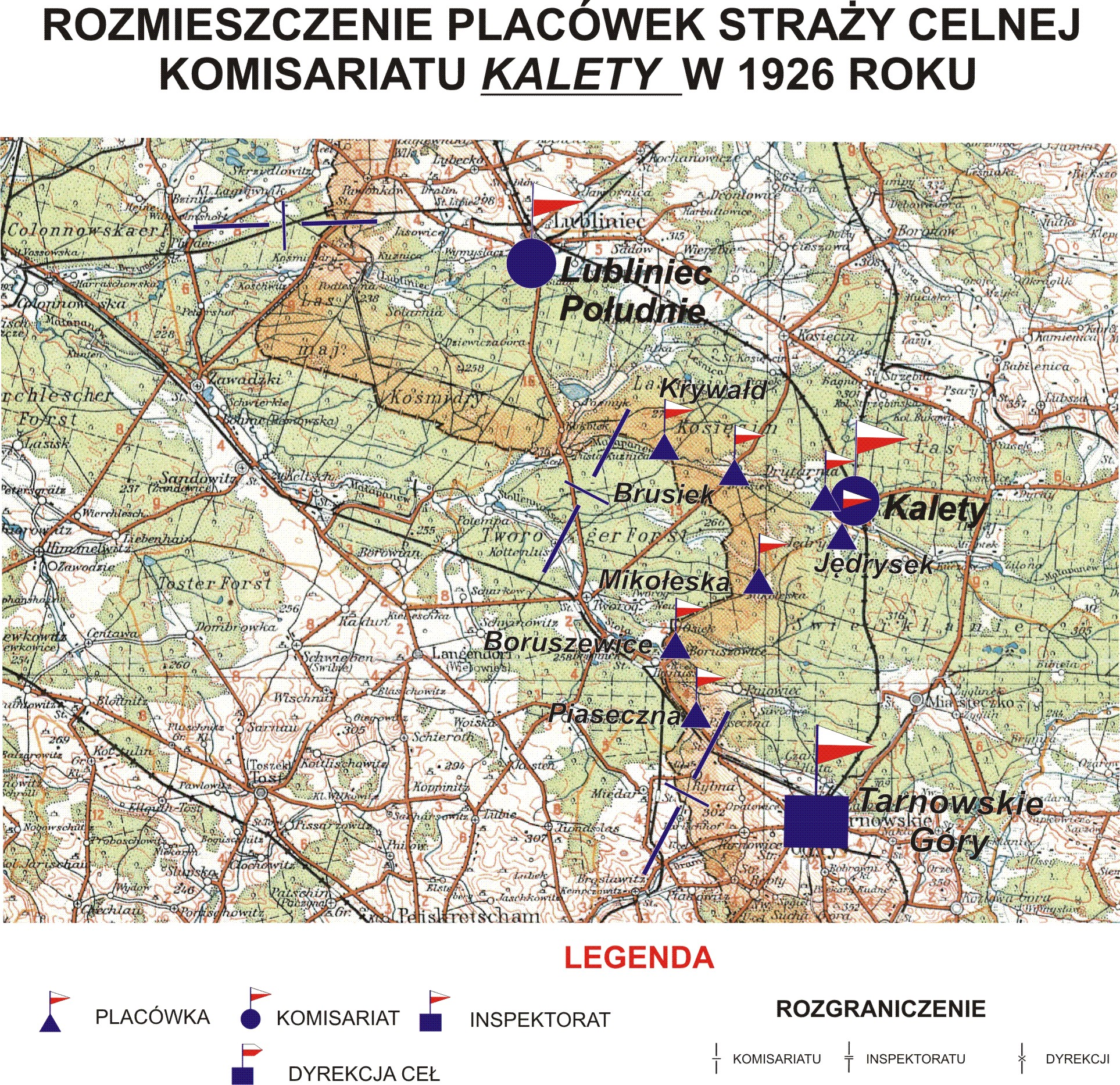
Rozmieszczenie placówek SC Komisariatu Kalety

Placówka Straży Celnej „Mikołeska” – jednostka organizacyjna Straży Celnej pełniąca w okresie międzywojennym służbę ochronną na granicy polsko-niemieckiej.

## Formowanie i zmiany organizacyjne
Na wniosek Ministerstwa Skarbu, uchwałą z 10 marca 1920 roku, powołano do życia Straż Celną. Od połowy 1921 roku jednostki Straży Celnej rozpoczęły przejmowanie odcinków granicy od pododdziałów Batalionów Celnych. Proces tworzenia Straży Celnej trwał do końca 1922 roku. Placówka Straży Celnej „Mikołeska” weszła w podporządkowanie komisariatu Straży Celnej „Kalety” z Inspektoratu SC „Tarnowskie Góry”.
W drugiej połowie 1927 roku przystąpiono do gruntownej reorganizacji Straży Celnej. W praktyce skutkowało to rozwiązaniem tej formacji granicznej. Ochronę północnej, zachodniej i południowej granicy państwa przejęła powołana z dniem 2 kwietnia 1928 roku Straż Graniczna.
Rozkazem nr 4 z 30 kwietnia 1928 roku w sprawie organizacji Śląskiego Inspektoratu Okręgowego dowódca Straży Granicznej gen. bryg. Stefan Pasławski określił strukturę organizacyjną komisariatu SG „Tarnowskie Góry”. Placówka Straży Granicznej I linii „Mikołeska” znalazła się w jego strukturze.
26 czerwca 1928  przekazano placówkę „Mikołeska” do komisariatu „Tarnowskie Góry”. Z tym też dniem zlikwidowano też komisariat „Kalety”

## Funkcjonariusze placówki
Kierownicy placówki
| stopień    | imię i nazwisko, numer | okres pełnienia służby | kolejne stanowisko |
| ---------- | ---------------------- | ---------------------- | ------------------ |
| przodownik | Paweł Gołąbek (241)    | był w 1926             |                    |
| przodownik | Adam Murdza            | był w 1928             |                    |

Obsada personalna placówki w 1926:
- przodownik Paweł Gołąbek (241)
- starszy strażnik Franciszek Respondek (845)
- strażnik Franciszek Rak (778)
- strażnik Leon Stolarz (920)
- strażnik Kazimierz Skiba (861)
- strażnik Stefan Huczek (1135)
- strażnik Teofil Domański (158)
- strażnik Augustyn Szmatłoch (910)
- strażnik Henryk Zajdel (1094)